# アレクセイ・バラバノフ
アレクセイ・オクチャブリノヴィッチ・バラバノフ（ロシア語: Алексе́й Октябринович Балаба́нов, ラテン文字転写: Aleksei Oktyabrinovich Balabanov, 1959年2月25日 - 2013年5月18日）は、ロシアの映画監督・脚本家。主な作品は、セルゲイ・ボドロフ・ジュニアが主演をつとめた1997年の映画『ロシアン・ブラザー』など。

## フィルモグラフィ
- ロシアン・ブラザー（英語版、ロシア語版） - Брат （1997年、監督・脚本）
- フリークスも人間も（英語版、ロシア語版） - Про уродов и людей （1998年、監督・脚本）
- チェチェン・ウォー（英語版、ロシア語版） - Война （2002年、監督・脚本）